# Кулундинский
Кулундинский — посёлок в Тюменцевском районе Алтайского края. Входит в состав Черемшанского сельсовета.

## География
Расположено на левом берегу реки Кулунды. Абсолютная высота — 141 метр над уровнем моря.
Климат
Климат характеризуется как континентальный, с продолжительной холодной зимой и коротким тёплым летом. Средняя температура самого тёплого месяца (июля) составляет 18 — 20 °С (абсолютный максимум — 40 °С). Средняя температура самого холодного месяца (января) — −18 — −19 °С (абсолютный минимум — −52 °С). Годовое количество осадков — 300—350 мм. Продолжительность периода с устойчивым снежным покровом составляет 155 −160 дней.

## История
Основан в 1926 году. В 1926 году в посёлке имелось 43 хозяйства и проживало 183 человека (96 мужчин и 91 женщина). В национальном составе населения того периода преобладали русские. В административном отношении входил в состав Черемшанского сельсовета Тюменцевского района Каменского округа Сибирского края.

## Население
| 1926 | 1997 | 1998 | 1999 | 2000 | 2001 | 2002 | 2003 | 2004 | 2005 | 2006 |
| ---- | ---- | ---- | ---- | ---- | ---- | ---- | ---- | ---- | ---- | ---- |
| 187  | ↗293 | ↗305 | ↘300 | ↘290 | →290 | ↘277 | ↗286 | ↘266 | ↘243 | ↘234 |
| 2007 | 2008 | 2009 | 2010 | 2011 | 2012 | 2013 |      |      |      |      |
| ↘209 | ↘195 | ↘185 | ↘140 | ↘138 | ↘129 | ↘114 |      |      |      |      |

Национальный состав
Согласно результатам переписи 2002 года, в национальной структуре населения русские составляли 92 %.